# Лічильник Гейгера

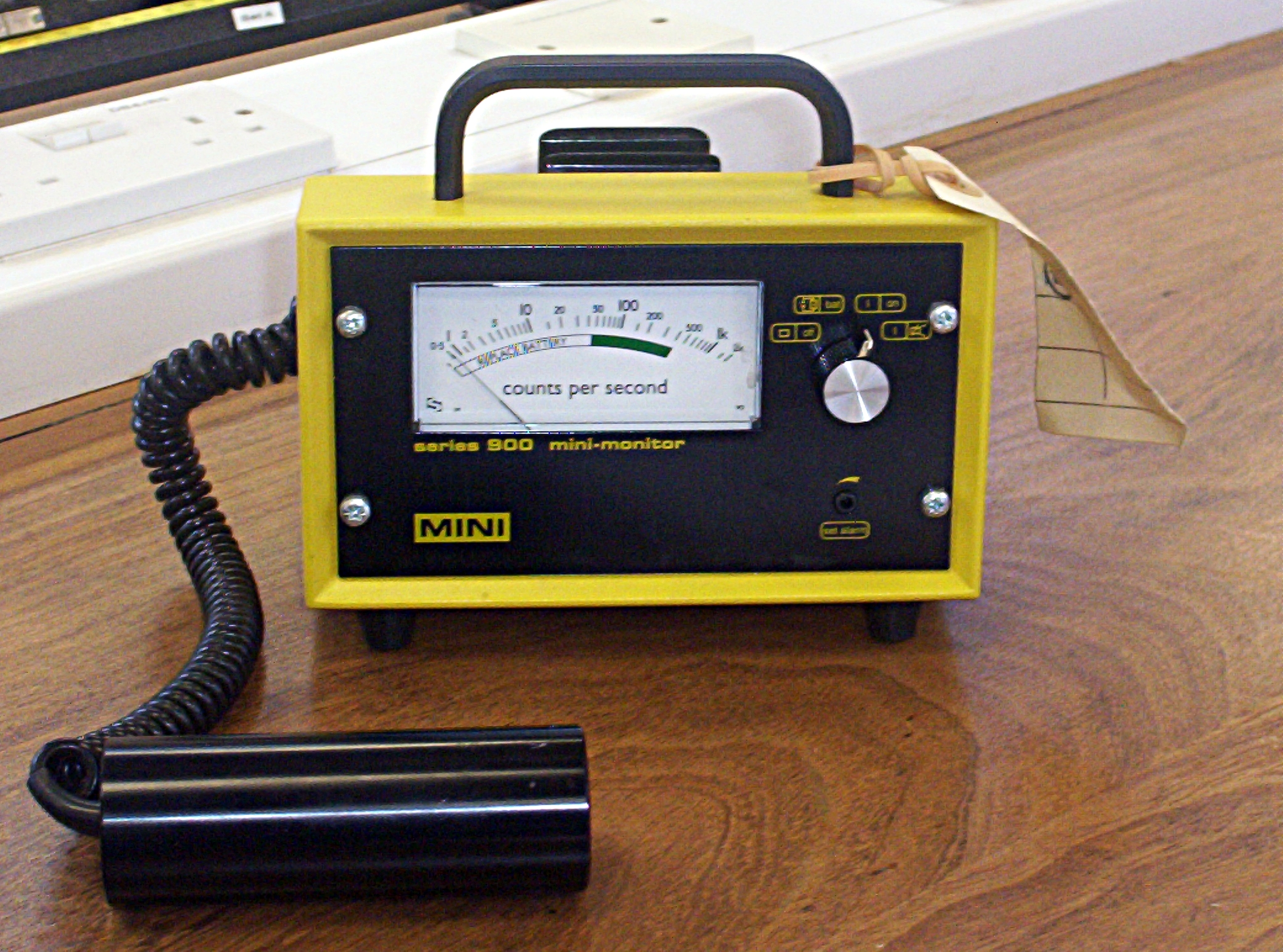
Детектор радіації, чутливим елементом якого є лічильник Гейгера, що розташований у виносному блоці на передньому плані.

Лічи́льник Ге́йгера або лічильник Гейгера — Мюллера — детектор радіоактивного випромінювання на основі іонізаційної камери, винайдений Гансом Вільгельмом Гейгером та Вальтером Мюллером. Лічильник Гейгера призначений для реєстрації окремих швидких заряджених частинок. Факт реєстрації може відображатися відхиленням стрілки, спалахом лампочки або акустичним сигналом.
Лічильник призначений для реєстрації бета- та гамма-променів, може бути прилаштований для реєстрації альфа-частинок і нейтронів.

## Будова

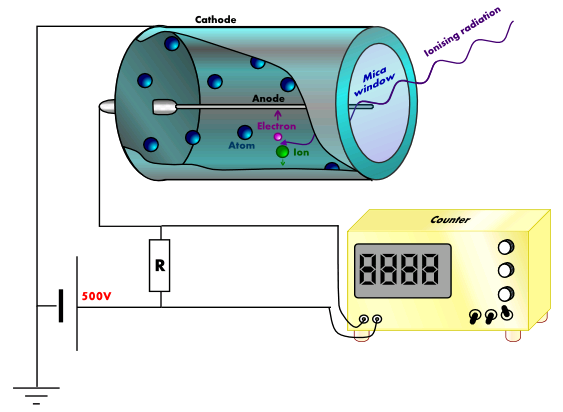
Схематичне зображення будови й принципу дії лічильника Гейгера

Основний елемент лічильника Гейгера — іонізаційна камера. Вона має вигляд трубки з металевими або вкритими вуглецем стінками, які служать катодом, а дріт посередині — анодом. Камера заповнена інертними газами з домішкою галогенів. Один з торців трубки роблять скляним. Через нього всередину потрапляють високоенергетичні частинки. Протилежний бік призначено для контакту із джерелом живлення та електронною схемою реєстрації.
При ввімкненому лічильнику між катодом і анодом подається напруга, при якій струм у лічильнику відсутній, тобто самостійний розряд неможливий, однак достатня для несамостійного розряду. Коли в іонізаційну камеру влітає високоенергетична заряджена частинка, наприклад, електрон, вона іонізує атоми інертного газу, утворюючи вільні електрони та йони, що починають рухатися до анода й катода, відповідно. Розганяючись в електричному полі, вони, своєю чергою, йонізують нейтральні атоми завдяки ударній іонізації. Утворюється лавина, що призводить до короткого імпульсу струму через камеру.
Скляне віконце трубки дозволяє реєструвати бета- та гамма-частинки. Для реєстрації альфа-частинок вікно роблять зі слюди.

### Реєстрація нейтронів

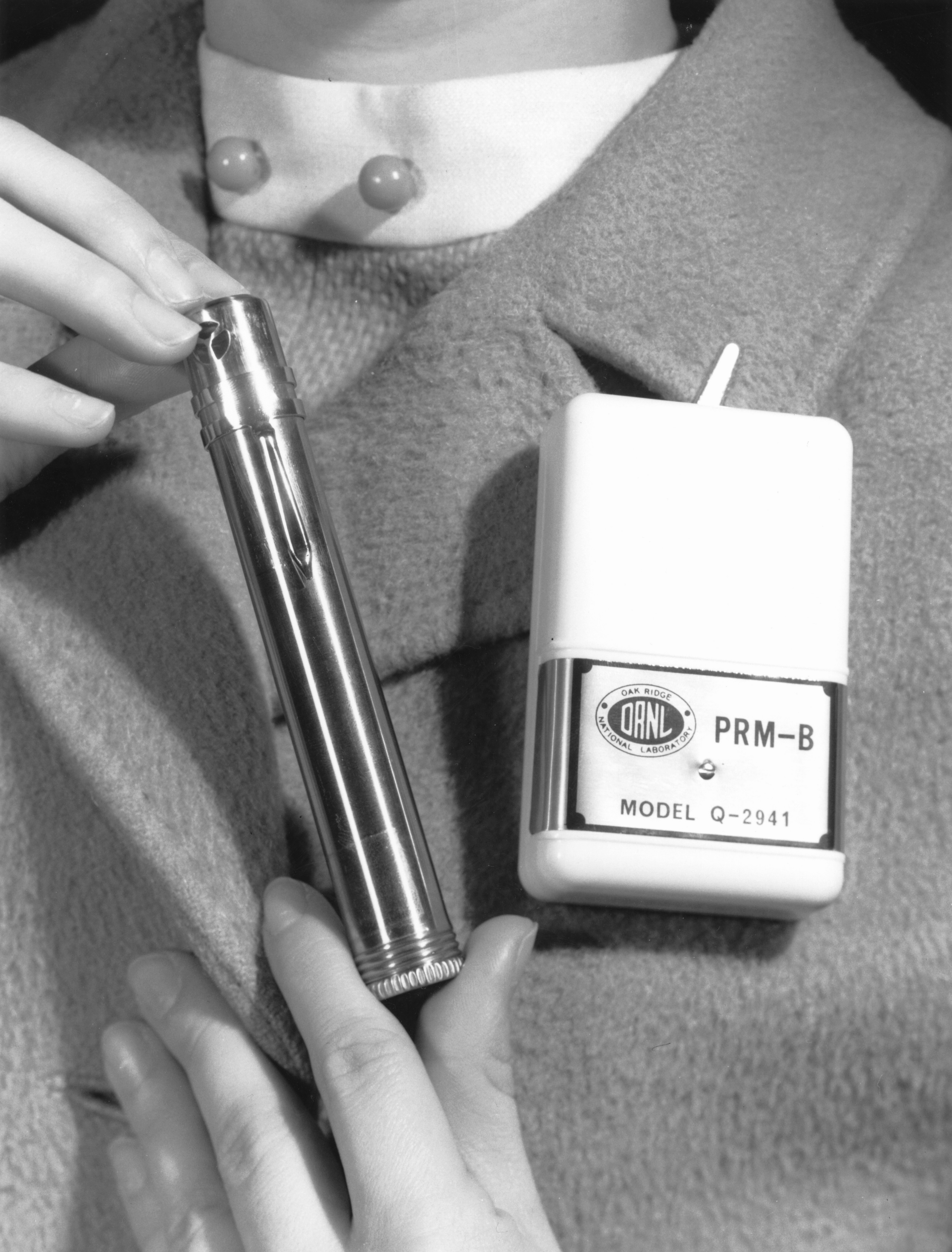
Персональний лічильник Гейгера, модель 1960 року

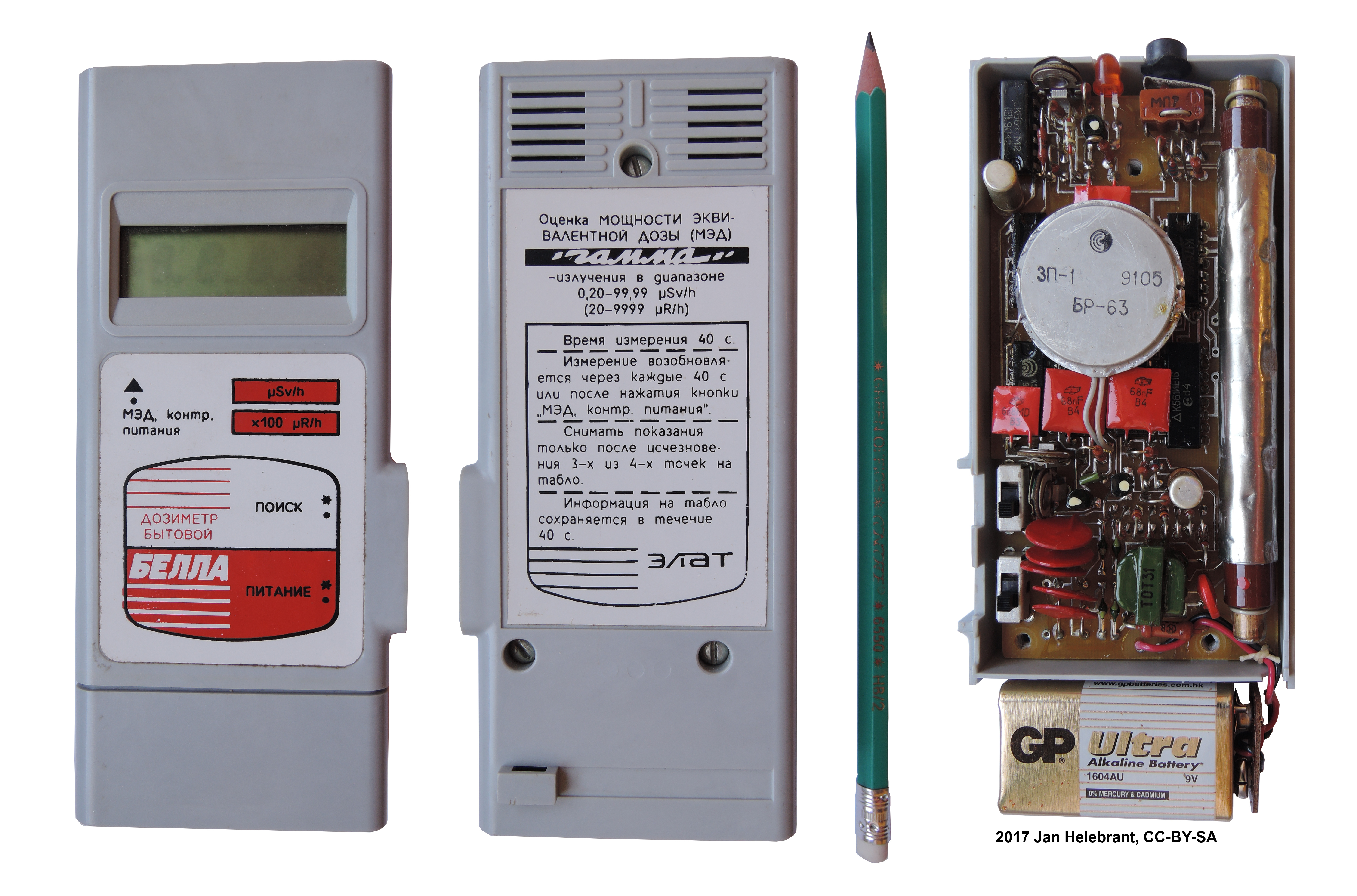
Радянський дозиметр «Белла» та його внутрішній лічильник Гейгера

Існують модифікації лічильника Гейгера, призначені для реєстрації нейтронів. Нейтрони — нейтральні частинки, тому не йонізують газ. Однак, нейтрони досить легко захоплюються ядрами легшого ізотопу бору: 10B + n → 7Li + α, і якщо стінки лічильника вкрити бором, а до робочого газу камери додати деяку кількість трифлюориду бору BF3, то прилад реєструватиме альфа-частинки, які вивільняються внаслідок наведеної ядерної реакції, а отже, набуває здатності виявляти нейтрони.

## Мертвий час
Мертвий час лічильника Гейгера пояснюється тим, що при реєстрації частинки навколо усього анода утворюється хмара катіонів, які екранують й зменшують градієнт поля біля нитки. Час відновлення й пов'язаний із ним мертвий час лічильника Гейгера залежить від радіуса електродів {\displaystyle r}, тиску {\displaystyle p,} рухомості йонів наповнюючого газу {\displaystyle q} й напруги на лічильнику {\displaystyle V:}
{\displaystyle t_{\text{відн.}}=(r_{k}^{2}-r_{a}^{2}){\frac {p}{p_{0}}}\ln {\frac {r_{k}}{r_{a}}}{\frac {1}{2qV}},}
де {\displaystyle r_{k}} — радіус катода, {\displaystyle r_{a}} — радіус анода, {\displaystyle p_{0}} — атмосферний тиск.
Значне збільшення радіуса анода з метою зменшення часу відновлення неприпустиме через пов'язане із ним збільшення анодної напруги. Зменшення тиску й застосування легких газів-наповнювачів з великою рухомістю йонів пов'язане зі зменшенням ефективності лічильника. Зазвичай при наповненні {\displaystyle \mathrm {Ar} } під тиском близько 500 мм рт. ст. мертвий час лічильників Гейгера складає 150—250 мксек, напруга не перевищує 1500 в.

## Історія винаходу
Лічильник, початково для реєстрації тільки альфа-частинок розробив у 1908 році Ганс Гейгер, працюючи разом із Ернестом Резерфордом[джерело?]. До 1928 року Гейгер зі своїм аспірантом Вальтером Мюллером вдосконалили його таким чином, що стала можливою реєстрація різних частинок[джерело?].
Сучасний лічильник з застосуванням галогенів винайшов у 1947 році Сідні Г. Лібсон[джерело?]. Запропонована ним модифікація дала змогу знизити напругу з 1000—1500 В до 400—600 В, водночас підвищивши довговічність приладу.